# Károlyné Honfi
Károlyné Honfi (* 16. April 1933 in Budapest als Lujza Gurszky; † 10. Oktober 2010 ebenda) war eine ungarische Schachspielerin und Chemieingenieurin.
Es finden sich auch Varianten ihres Namens wie Lujza Honfi oder Lujza Honfi-Gurszky, die in Verbindung mit ihrem Mädchennamen Lujza Gurszky stehen.

## Leben
Sie studierte an der Technischen und Wirtschaftswissenschaftlichen Universität Budapest und erhielt dort 1956 ihr Diplom als Chemieingenieurin. 
Von 1956 bis 1958 arbeitete sie in einer kosmetischen Fabrik (Vénusz Kozmetikai Gyár) und war danach für zwei Jahre Laborleiterin in einer kunststoffverarbeitenden Fabrik in Solymár. Ab 1959 arbeitete sie bis zu ihrem Ruhestand im Jahr 1988 in einem Laboratorium bei den Ungarischen Staatsbahnen im Bereich der Materialprüfung.
Neben ihrer beruflichen Tätigkeit und der Erziehung ihrer beiden Kinder beschäftigte sie sich intensiv mit dem Schachspiel. Sie spielte durchgehend für den Verein Vasútépítő Törekvés Sportkör in Budapest. Ab 1952 nahm sie neunundzwanzigmal in Folge an den ungarischen Schach-Meisterschaften der Frauen teil und belegte dabei 1961 den ersten und viermal den zweiten Platz (1959, 1963, 1964 und 1968). Bei der 4. Schacholympiade der Frauen 1969 in Lublin gewann sie zusammen mit Mária Ivánka und Zsuzsa Verőci im Team für Ungarn die Silbermedaille. Außerdem nahm sie zweimal an Fernschacholympiaden der Frauen teil. Bei diesen gewann sie im Team für Ungarn eine Bronzemedaille.
1969 erhielt sie den Titel Internationaler Meister der Frauen (WIM). Ihre höchste Elo-Zahl war 2095 im Januar 1987.
Ihr Ehemann Károly Honfi (1930–1996) war und ihr Sohn György Honfi (* 1957) ist ebenfalls Schachspieler.